# Carlotta d'Aragona
Carlotta di Napoli, anche nota come Carlotta d'Aragona e Principessa di Taranto (1480 – Vitré, 6 ottobre 1506), era la figlia maggiore ed eventuale erede di Federico I, Re di Napoli. Fu contessa di Laval e la favorita e dama d'onore della regina di Francia Anna di Bretagna.

Anche se suo padre fu spodestato del suo regno, i suoi discendenti, Casato di La Trémoille mantennero la loro pretesa dinastica in esilio.

## Biografia

### Infanzia e gioventù
Carlotta era figlia del primo matrimonio di Federico d'Aragona con Anna di Savoia, figlia del duca Amedeo IX e nipote di Carlo VII di Francia.
Carlotta perse la madre poco dopo la sua nascita nel 1480. Essendo discendente del re Carlo VII di Francia attraverso Iolanda di Valois, sua nonna e sorella di Luigi XI, quest'ultimo le assegnò, nell'agosto 1480, 12.000 livre di rendita sulle signorie di Villefranche-de-Rouergue, Villeneuve, Peyrusse, Rieuperoux, la Salvetat, Montrosier, la Roque-Boillac, detta Pétrasac, Flagnac, Marcillac, Cassanges-Comtaux, erette nella contea di Villefranche, con lettere patenti di Motte-d'Égry e poi di Plessis-du-Parc-lèz-Tours, nel gennaio 1483.
Fu allevata in Francia ed educata alla corte francese in compagnia di Margherita d'Austria, figlia di Massimiliano I del Sacro Romano Impero, promessa sposa del re Carlo VIII. Vi rimase anche dopo la partenza di Margherita in Austria, visto che Carlo VIII alla fine sposò la duchessa di Bretagna Anna. Carlotta doveva alla sua stretta parentela con la Casa di Francia trovare un onorevole asilo a corte. Venne quindi elevata alla corte di Francia al rango di dama d'onore della regina di Francia Anna, divenendo la sua favorita e venendo trattata come la figlia del re e i sovrani le fornirono una casa appositamente allestita per i suoi ordini.
Fu fidanzata per la prima volta con il re di Scozia. Uno dei suoi corteggiatori è stato Cesare Borgia, che bramando i diritti che la principessa aveva sul regno di Napoli, la volle in sposa. Una sottile trama politica veniva gestita tra lo stesso Luigi XII e il papa Alessandro VI, il quale, desideroso di offrire un trono al figlio, trattò con il sovrano uno scambio di favori: ottenuta la mano della principessa Carlotta per il figlio Cesare, assieme all'assegnazione di vari titoli nobiliari, Alessandro VI annullava le precedenti nozze di Luigi XII con Giovanna di Valois, in modo che egli potesse impalmare la vedova del suo predecessore, la regina Anna di Bretagna, e acconsentiva a legittimare le pretese del re di Francia sul ducato di Milano.
Non fu semplice, invece, la trattativa per Cesare Borgia, giunto in Francia in pompa magna. Le sue bardature d'oro e i cavalli ferrati d'argento non impressionarono la principessa napoletana, che si rifiutò di sposarlo, negò ogni tipo di negoziato e rispose a Luigi XII, che la informò della sua richiesta, che se, come prezzo del sacrificio a lei richiesto, lui avesse voluto assicurare il trono di Napoli a suo padre e ai suoi fratelli rinunciando ai diritti che rivendicava sul regno di Napoli, era disposta ad obbedire.
Cesare, di fronte a questo rifiuto, non consegnò la bolla papale contenente l'annullamento del matrimonio del re. Solo dopo alcuni mesi a Cesare fu data come consorte la nipote del re, Charlotte d'Albret, originaria del regno di Navarra.

### Matrimonio
Carlotta fu data in moglie a Guido XVI conte di Laval, capo di una delle più potenti famiglie nobili della Bretagna e il matrimonio venne celebrato, il 20 luglio 1500, nella chiesa di Santa Croce a Lione. Carlotta gli portò in dote centomila livre, cospicua somma che consentì ai due sposi la decororazione rinascimentale della facciata del Castello Vecchio di Laval.

### Pretendente al regno di Napoli
Nell'anno successivo al matrimonio di Carlotta, suo padre perse il trono e fuggì verso la Francia in guerra. Suo fratello, Ferdinando, duca di Calabria, scappò in Spagna nel 1504, da dove non tornò. Alla sua morte senza discendenti legittimi a Valencia nel 1550, Anna era morta da tempo e la sua famiglia aveva perso la corona di Napoli in favore di un altro ramo della dinastia aragonese. Tuttavia i suoi discendenti cominciarono ad esercitare l'infruttuosa pretesa alla corona, pur perseguendo i loro interessi in Bretagna e in Francia. Negli annali compilati nel XVIII secolo da Père Anselme ad Anna venne attribuito il titolo postumo di Principessa di Taranto, proprio degli legittimi eredi napoletani.
Della sua prole solo una delle sue figlie (Anna, nata nel 1505) sopravvisse fino all'età adulta ed ebbe a sua volta figli, cui trasmise la pretesa reale napoletana ed il titolo principesco Taranto alla famiglia La Trémoïlle in Francia.
Ferdinando duca di Calabria non scappò in Spagna ma fu costretto ad andarvi in esilio dal generale Gonzalo Fernández de Córdoba. Lì fu poi raggiunto dalle sorelle Isabella e Giulia, figlie come lui della Regina Isabella del Balzo.

### Morte
Carlotta visse solo sei anni con il marito, morendo a Vitré il 6 ottobre 1506, del parto di Anna di Laval. Il corpo di Carlotta fu sepolto nella Collegiata di Saint-Tugal a Laval l'11 ottobre dal cardinale Filippo di Lussemburgo.

## Discendenza
Dal matrimonio con Guido XVI di Laval nacquero cinque figli:
- Guido, morto giovane;
- Luigi (1501-1502), morto giovane;
- Francesco (1503-1522), morto nella Battaglia della Bicocca;
- Caterina (1504-1526), signora di La Roche-Bernard, moglie di Claude de Rieux;
- Anna (1505-1554), moglie di Francesco II de La Trémoille, Visconte di Thouars, baronessa ereditiera di Laz.

## Nella cultura di massa
- Nella serie televisiva italo-francese del 2011-2014 I Borgia, Carlotta è interpretata da Paloma Bloyd.

## Ascendenza
|                         |                    |                          | Genitori                      |  |  | Nonni |  |  | Bisnonni            |  |  | Trisnonni               |  |
|                         |                    |                          |                               |  |  |       |  |  | Alfonso V d'Aragona |  |  | Ferdinando I di Aragona |  |
|                         |                    |                          |                               |  |  |       |  |  | Alfonso V d'Aragona |  |  | Ferdinando I di Aragona |  |
|                         |                    | Eleonora d'Alburquerque  |                               |  |  |       |  |  | Alfonso V d'Aragona |  |  |                         |  |
| Ferdinando I di Napoli  |                    |                          |                               |  |  |       |  |  | Alfonso V d'Aragona |  |  |                         |  |
|                         |                    | Giraldona Carlino        | Enrico Carlino                |  |  |       |  |  |                     |  |  |                         |  |
|                         |                    | Giraldona Carlino        | Enrico Carlino                |  |  |       |  |  |                     |  |  |                         |  |
|                         |                    | Giraldona Carlino        | Isabella Carlino              |  |  |       |  |  |                     |  |  |                         |  |
| Federico IV di Napoli   |                    | Giraldona Carlino        |                               |  |  |       |  |  |                     |  |  |                         |  |
|                         |                    | Tristano di Chiaromonte  | Bartolomeo de Clermont-Lodève |  |  |       |  |  |                     |  |  |                         |  |
|                         |                    | Tristano di Chiaromonte  | Bartolomeo de Clermont-Lodève |  |  |       |  |  |                     |  |  |                         |  |
|                         |                    | Tristano di Chiaromonte  | Caterina Orsini               |  |  |       |  |  |                     |  |  |                         |  |
| Isabella di Chiaromonte |                    | Tristano di Chiaromonte  |                               |  |  |       |  |  |                     |  |  |                         |  |
|                         |                    | Sibilla Orsini Del Balzo | Raimondo Orsini Del Balzo     |  |  |       |  |  |                     |  |  |                         |  |
|                         |                    | Sibilla Orsini Del Balzo | Raimondo Orsini Del Balzo     |  |  |       |  |  |                     |  |  |                         |  |
|                         |                    | Sibilla Orsini Del Balzo | Maria d'Enghien               |  |  |       |  |  |                     |  |  |                         |  |
| Carlotta d'Aragona      |                    | Sibilla Orsini Del Balzo |                               |  |  |       |  |  |                     |  |  |                         |  |
|                         | Ludovico di Savoia | Antipapa Felice V        |                               |  |  |       |  |  |                     |  |  |                         |  |
|                         | Ludovico di Savoia | Antipapa Felice V        |                               |  |  |       |  |  |                     |  |  |                         |  |
|                         | Ludovico di Savoia | Maria di Borgogna        |                               |  |  |       |  |  |                     |  |  |                         |  |
| Amedeo IX di Savoia     | Ludovico di Savoia |                          |                               |  |  |       |  |  |                     |  |  |                         |  |
|                         |                    | Anna di Cipro            | Giano di Lusignano            |  |  |       |  |  |                     |  |  |                         |  |
|                         |                    | Anna di Cipro            | Giano di Lusignano            |  |  |       |  |  |                     |  |  |                         |  |
|                         |                    | Anna di Cipro            | Carlotta di Borbone           |  |  |       |  |  |                     |  |  |                         |  |
| Anna di Savoia          |                    | Anna di Cipro            |                               |  |  |       |  |  |                     |  |  |                         |  |
|                         |                    | Carlo VII di Francia     | Carlo VI di Francia           |  |  |       |  |  |                     |  |  |                         |  |
|                         |                    | Carlo VII di Francia     | Carlo VI di Francia           |  |  |       |  |  |                     |  |  |                         |  |
|                         |                    | Carlo VII di Francia     | Isabella di Baviera           |  |  |       |  |  |                     |  |  |                         |  |
| Iolanda di Valois       |                    | Carlo VII di Francia     |                               |  |  |       |  |  |                     |  |  |                         |  |
|                         |                    | Maria d'Angiò            | Luigi II d'Angiò              |  |  |       |  |  |                     |  |  |                         |  |
|                         |                    | Maria d'Angiò            | Luigi II d'Angiò              |  |  |       |  |  |                     |  |  |                         |  |
|                         |                    | Maria d'Angiò            | Iolanda di Aragona            |  |  |       |  |  |                     |  |  |                         |  |
|                         |                    | Maria d'Angiò            |                               |  |  |       |  |  |                     |  |  |                         |  |